# Mannenmarathon van Tokio 1981
De Mannenmarathon van Tokio 1981 werd gelopen op zondag 8 februari 1981. Het was de tweede editie van de Tokyo International Marathon. Aan deze wedstrijd mochten alleen mannelijke elitelopers deelnemen. De Japanner Hideki Kita kwam als eerste over de streep in 2:12.04.

## Uitslagen

### Mannen
| rang   | naam                      | land | tijd    |
| ------ | ------------------------- | ---- | ------- |
| Goud   | Hideki Kita               | JPN  | 2:12.04 |
| Zilver | Anelio Bocci              | ITA  | 2:12.11 |
| Brons  | Dereje Nedi               | ETH  | 2:12.14 |
| 4      | Rik Schoofs               | BEL  | 2:12.17 |
| 5      | Setymkoel Dshoemanassarov | URS  | 2:12.31 |
| 6      | Stephen Kenyon            | ENG  | 2:12.34 |
| 7      | Ryszard Marczak           | POL  | 2:13.39 |
| 8      | Cor Vriend                | NED  | 2:14.04 |
| 9      | Barry Kneppers            | NED  | 2:14.14 |
| 10     | Jukka Toivola             | FIN  | 2:14.27 |
| 11     | Ferenc Szekeres           | HUN  | 2:14.39 |
| 12     | John David Cain           | ENG  | 2:14.57 |
| 13     | Katsumi Sakai             | JPN  | 2:15.54 |
| 14     | Bernard Bobes             | FRA  | 2:16.16 |
| 15     | Emmanuel Ndiemandoi       | TAN  | 2:16.18 |
| 16     | Colin Taylor              | ENG  | 2:16.37 |
| 17     | Dominique Chauvelier      | FRA  | 2:16.55 |
| 18     | Leodigard Martin          | TAN  | 2:17.24 |
| 19     | Janos Szekeres            | HUN  | 2:17.34 |
| 20     | Dennis Rinde              | USA  | 2:17.53 |
| 21     | Atle Fosse                | NOR  | 2:18.06 |
| 22     | Hiroshi Sakanashi         | JPN  | 2:18.14 |
| 23     | José Reveyn               | BEL  | 2:18.21 |
| 24     | Yutaka Kanai              | JPN  | 2:18.38 |
| 25     | Richard Mahoney           | USA  | 2:18.42 |

Tokyo International Marathon (alleen mannen)

1981 · 1982 · 1983 · 1984 · 1985 · 1986 · 1987 · 1988 · 1989 · 1990 · 1991 · 1992 · 1993 · 1994 · 1995 · 1996 · 1997 · 1998 · 1999 · 2000 · 2001 · 2002 · 2003 · 2004 · 2005 · 2006

Tokyo International Women's Marathon (alleen vrouwen)

1979 · 1980 · 1981 · 1982 · 1983 · 1984 · 1985 · 1986 · 1987 · 1988 · 1989 · 1990 · 1991 · 1992 · 1993 · 1994 · 1995 · 1996 · 1997 · 1998 · 1999 · 2000 · 2001 · 2002 · 2003 · 2004 · 2005 · 2006 · 2007 · 2008

Tokyo Marathon (beide)

2007 · 2008 · 2009 · 2010 · 2011 · 2012 · 2013 · 2014 · 2015 · 2016 · 2017 · 2018 · 2019 · 2020 · 2021 · 2022 · 2023 · 2024